# Cos Nacional de Policia
El Cos Nacional de Policia d'Espanya és un institut armat de naturalesa civil que depèn del Ministeri de l'Interior. En aquest cos, a diferència de la Guàrdia Civil, sí que estan permesos els sindicats. Entre els sindicats hi ha, per ordre de representació al Consell de la Policia, els següents: Sindicat Unificat de Policia (SUP), Confederació Espanyola de Policia (CEP), Unió Federal de Policia (UFP), Sindicat Professional de Policia (SPP) i Sindicat de Comissaris de Policia (SCP).
El Cos Nacional de Policia està format per al voltant de 55.000 persones, amb intenció d'augmentar en nombre a causa del gran nombre de places de les promocions convocades en els últims anys. Les competències del Cos Nacional de Policia varien segons les comunitats autònomes, tot i que en diferents comunitats cossos hi ha específics, com ara els Mossos d'Esquadra a Catalunya, l'Ertzaintza al País Basc, la Policia Canària a les Illes Canàries i la Policia Foral a Navarra. Al costat del Ministeri de l'Interior d'Espanya, gestiona els vuit centres d'internament d'estrangers de l'Estat espanyol.

## Història

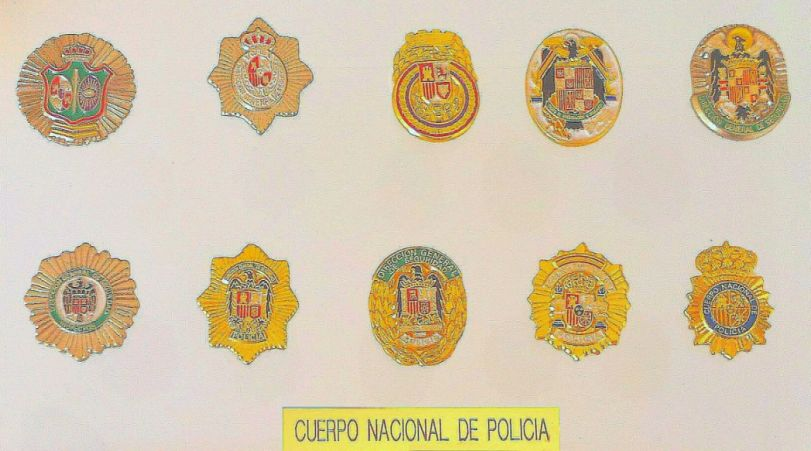
Emblemes del CNP (regnat d'Alfons XIII, d'Segona Repùblica, règim franquista i regnat de Joan Carles I.

Va néixer de la necessitat de dotar les ciutats espanyoles d'una estructura de seguretat moderna. Per aquest motiu Ferran VII va dictar el 1824 una Reial Cèdula segons la qual es creava la Policia General del Regne. A pesar de la llarga història ininterrompuda de servei públic de la Policia Espanyola, el Cos Nacional de Policia, amb la seva estructura i denominació actual, té el seu origen directe en la Constitució de 1978, que li consagra dues missions bàsiques: "protegir el lliure exercici dels drets i llibertats i garantir la seguretat ciutadana".

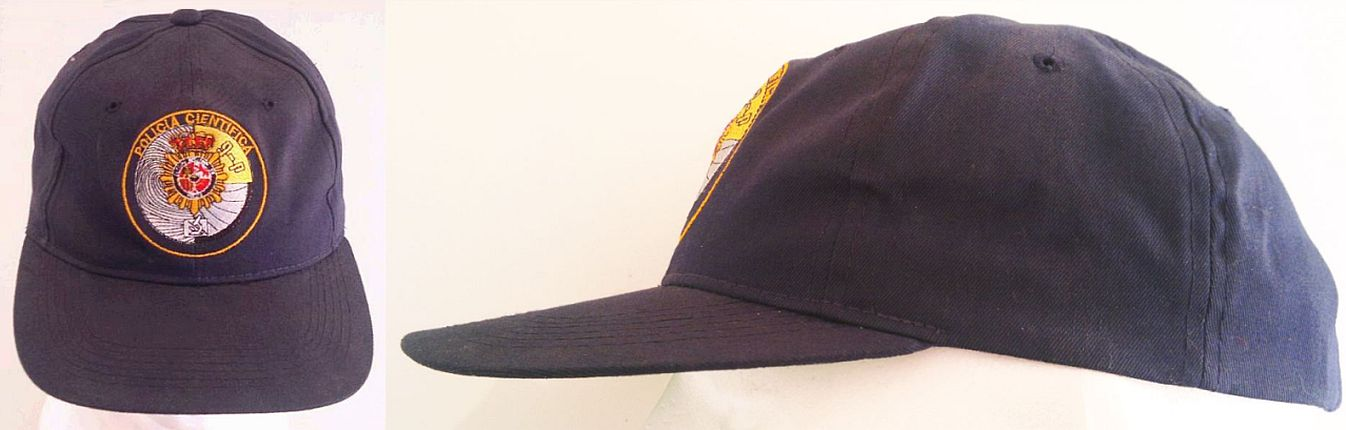
Gorra tipus beisbol amb l'emblema de la Policia Científica del CNP. Anys 2000.

A partir d'aquest mandat Constitucional, el 13 de març de 1986 es va promulgar la Llei Orgànica de Forces i Cossos de Seguretat, que unificava el Cos de Policia Nacional i Cos Superior de Policia en l'actual Cos Nacional de Policia. Eren dos cossos de naturalesa molt distinta, perquè el cos superior es dedicava a la investigació, enfront de l'altre cos, que era fonamentalment un cos policial d'ordre públic. Així doncs, al Cos Nacional de Policia es van integrar els funcionaris dels Cossos Superior de Policia i de Policia Nacional, que van quedar extints.

## Escales i graus

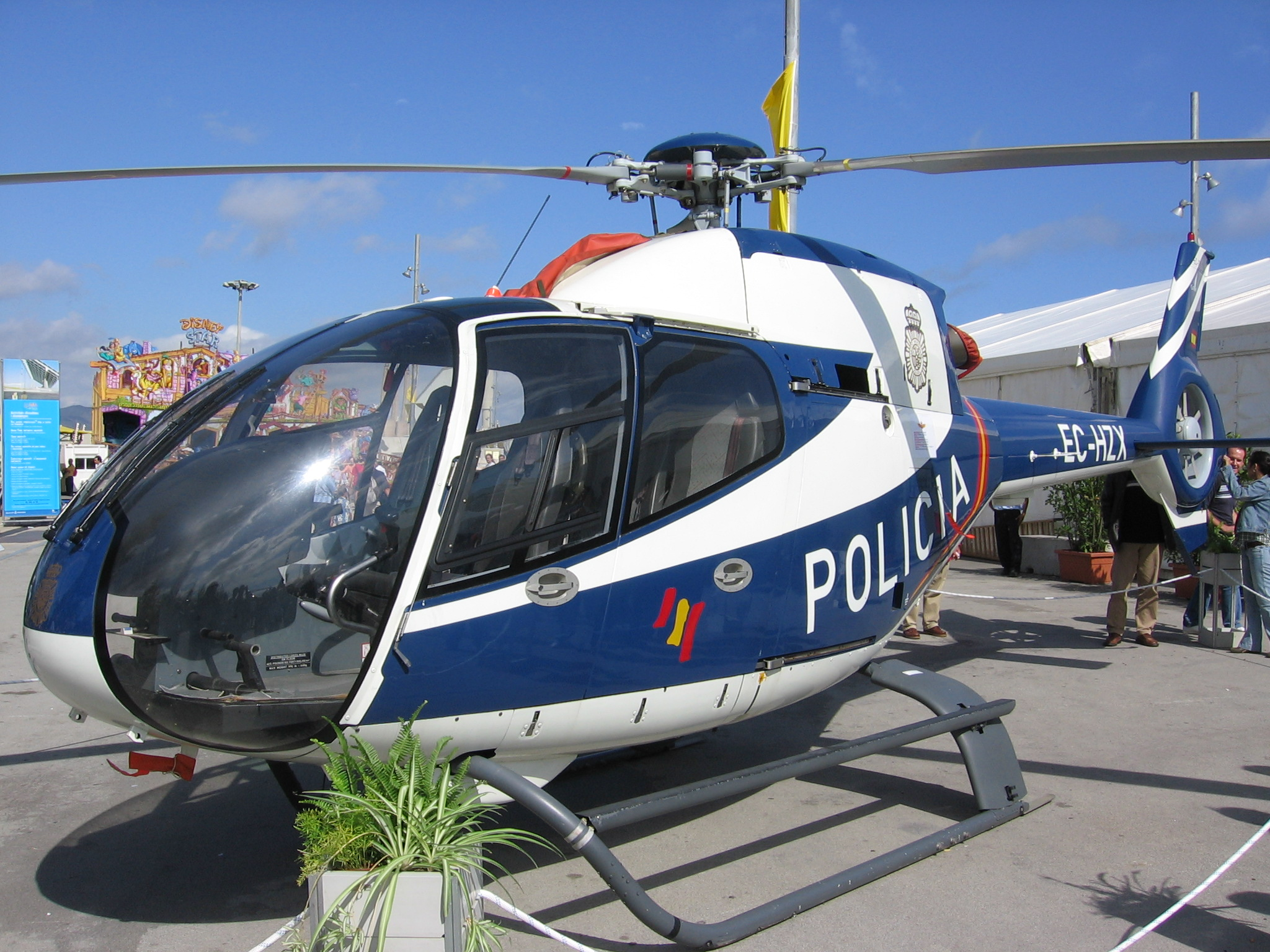
Helicòpter Eurocopter Colibri de la Policia Nacional.

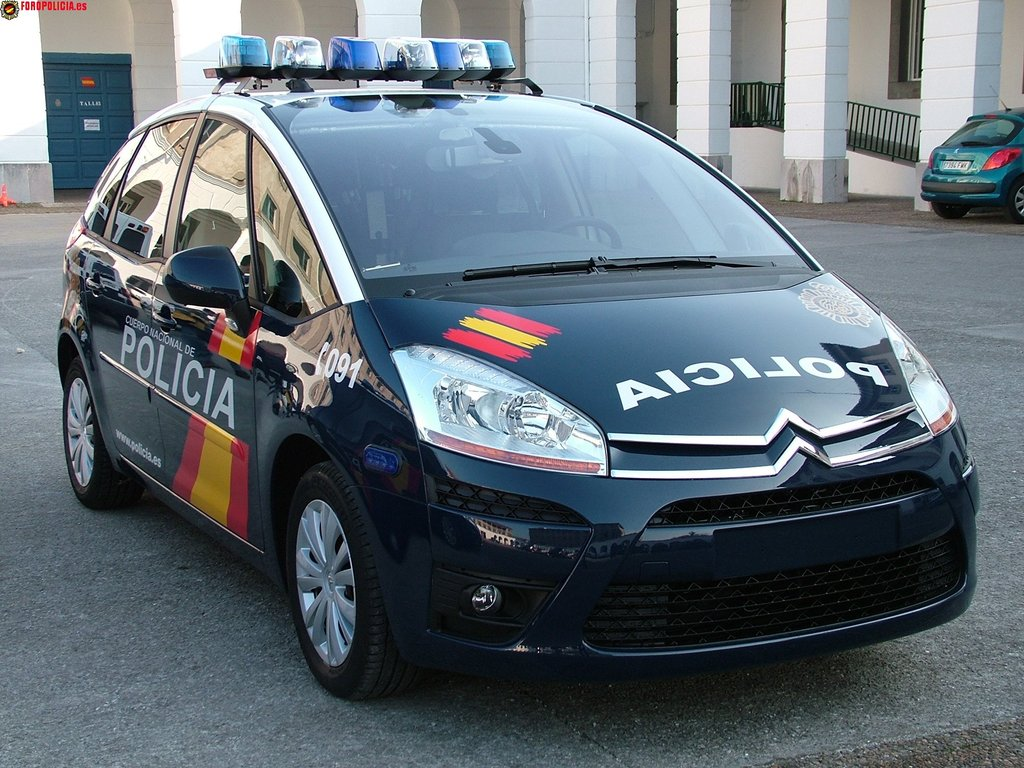
Citroën C4 Picasso del CNP

Hi ha diverses escales, cada una amb uns requisits d'acces i dins cada escala diversos graus:
- Escala bàsica
  - Policia
  - Oficial
- Escala de subinspecció
  - Sotsinspector
- Escala executiva
  - Inspector
  - Inspector cap
- Escala superior
  - Comissari
  - Comissari Principal